# Британское вторжение
«Британское вторжение» (англ. British Invasion) — термин, обозначающий музыкальное явление середины — второй половины шестидесятых, когда британская рок-музыка начала доминировать как в национальных, так и в международных (в основном американских) чартах. 
Началом явления принято считать американский успех сингла The Beatles «I Want to Hold Your Hand» и последующий визит группы в Америку (в том числе участие в шоу Эда Салливана). 
Концом «британского вторжения» можно считать нарастание популярности психоделического рока в 1966—1967 годах, когда крупнейшие американские психоделические группы The Byrds, The Doors, Grateful Dead, Jefferson Airplane смогли оказать достойную конкуренцию британцам.

## Важнейшие группы
- The Beatles — ключевая группа 1960-х, влияние которой на рок-музыку неизмеримо; во времена «британского вторжения» записывали мерсибит и поп-рок.
- The Zombies — сумели обернуть агрессивность британского бита, предъявленного в те же времена Beatles, в красивые мелодии и возбуждающие аранжировки. По словам музыкального критика Р. Мелтцера, они явились «переходным этапом между Beatles и Doors».
- The Rolling Stones — важнейшая ритм-энд-блюзовая группа 1960-х.
- The Who — одна из самых «тяжёлых» групп середины 60-х, к концу десятилетия они приблизились к «классик-року», записав рок-оперу Tommy.
- The Kinks — авторы двух самых первых хард-рок (или «прото-хард-рок») хитов, в зрелый период творчества — родоначальники брит-попа.
- Small Faces — наряду с The Who и The Kinks, одни из мод-идеологов.
- The Pretty Things — начав с остросоциального ритм-энд-блюза и мод-идеологии, к концу 1960-х перешли к психоделии, записав в том числе первую рок-оперу.
- The Yardbirds — одна из ключевых гитарных групп 1960-х, из которой вышли крупнейшие гитаристы: Эрик Клэптон, Джефф Бек и Джимми Пейдж.
- Cream — наряду с The Yardbirds, откуда Cream позаимствовали Эрика Клэптона, они считаются одними из основателей хэви-метала (хард-рока).
- Herman’s Hermits — одна из самых мягких по звучанию групп «британского вторжения», мелодичный вокальный поп.
- The Searchers — в начале «вторжения» считались мерсибит-группой № 2 после The Beatles.
- The Hollies — ещё одни яркие представители мерсибита.
- The Animals — группа ритм-энд-блюзового звучания, летом 1964 года (вслед за The Beatles) поднявшаяся на первое место в США с кавером «The House of the Rising Sun».

## В культуре
- х/ф «Рок-волна» (2009)